# Platja de Beciella
La Platja de Beciella, també coneguda com a Barciella, se situa en el lloc de Duesos, en la Parròquia de Caravia Baja, en el concejo de Caravia, Astúries.
Se situa en el punt mitjà de la Costa oriental d'Astúries, en un tram que pertany al Concejo de Caravia, entre les anomenades punta de La Atalaya i de la Beciella.

## Descripció
Es tracta d'una platja de sorra i palets que se situada a l'est de la Platja de l'Espasa, després dels penya-segats de penya Forada. No disposa d'equipaments per ser poc freqüentada, malgrat la bellesa paisatgística que ofereix.